# Linoleumstryk
Linoleumstryk (også kaldet linoleumssnit) er en enkel grafisk trykteknik. Samtidig er det betegnelsen for selve aftrykket eller billedet. Der trykkes fra en linoleumsplade (et gulvmateriale som kom frem i 1860’erne) hvori der er skåret fordybninger omkring et motiv. Traditionelt trykkes med én farve, oftest sort på hvidt papir, men der kan sagtens indgå op til flere farver i trykket.
Teknikken hører under højtryk, som er en af tre hovedkategorier indenfor det grafiske område. Således er det pladens højtliggende partier der afsætter trykfarven på papiret, ligesom med et stempel, mens de bortskårne områder forbliver hvide eller ufarvede i trykket.
Linoleumstryk har tit et kontrastfuldt udtryk, med klart definerede motiver og konturer. Oftest i samspil med mere tilfældigt udseende farvestænk de steder, hvor der er skåret i pladen.
Teknikken udspringer af træsnittet, den ældste af de grafiske metoder, som kom til Europa fra Asien i 1300tallet. I sammenligning med med den ældre teknik giver linoleumstryk relativt ensartede farveflader uden træets struktur som en del af udtrykket. Linoleumspladen er relativt blød og let at skære i, og man behøver ikke hverken stor øvelse eller et grafisk værksted for at gå i gang. Teknikken bliver derfor gerne brugt som introduktion til grafisk arbejde i skolesammenhænge.

## Grundlæggende metode
Pladen skæres ud i et ønsket format, og motivet tegnes direkte op med blyant, tusch eller lignende, mens der tages højde for den spejlvending der sker ved tryk. En arbejdstegning kan eventuelt overføres ved hjælp af overføringspapir.
Motivet skæres ud med profiljern i u- eller v-form samt med knive. De første bruges til at skære linoleum væk, mens knivene især er gode til at tilskære kanter, hvor man ønsker helt skarpe konturer i trykket. Man skærer eller udhuler pladen i dybden og lader kun motivet stå tilbage. Små forhøjninger i de udskårne områder kan, hvis de er højtliggende nok, vise sig som farvestænk i trykket. Derfor skæres indimellem hele områder ud af pladen, for at sikre en urørt flade trykket, fri for farve.
Pladen påføres trykfarve ved hjælp af en glasplade samt en valse, som rulles henover trykpladen. Valsen overrulles løbende med ny farve for sikre en jævn fordeling af farve på hele trykpladen. Et papir lægges henover, og der trykkes. Der skal ikke nødvendigvis bruges en trykpresse. Når man indimellem gør det, er det tit på grund af stort format. Trykkes der manuelt sikres en god kontakt mellem plade og papir ved at gnide papiret med bagsiden af en ske, en såkaldt trykpude eller en anden rundet genstand. Manuelt tryk giver et lysere resultat end hvis der trykkes ved hjælp af en presse.

## Detaljer omkring teknikken

### Placering af trykket
Der findes flere metoder til at sikre den ønskede placering af trykket på papiret. Ved manuelt tryk kan man eksempelvis bruge en plade med to lister fastgjort ovenpå i ret vinkel. Trykpladen kan nu lægges i det vinkelrette hjørne. På en af listerne fastgøres to eller flere "knopper", som papiret kan fastgøres på ved tryk.

### Tilstandstryk
Ved hjælp af et tilstandstryk kan man få et indtryk af pladens effekt på et givent stadie i arbejdsprocessen. Her lægges et stykke papir over pladen og gnides med kridt eller blyant til der viser sig et aftryk. En anden metode til at skabe sig et indtryk af arbejdets karakter er at farve pladens højtliggende områder med en tusch.

### Store formater
Linoleumstryk kan optræde i store formater, og blev blandt andet oprindeligt brugt i forbindelse med tekstiltryk og fremstilling af tapeter. Men også billedkunstnere har gennem tiden kastet sig ud i storformatstryk.(Youtube video som eksempel)

### Flerfarvetryk
Linoleumstryk udføres traditionelt med en enkelt farve, sædvanligvis sort. Men hvis man vil opnå flerfarvetryk, findes forskellige teknikker:
Subtraktions- eller reduktionsmetoden
Den spanske billedkunstner Pablo Picasso udviklede i 1950’erne en enkel trykketeknik for linoleumstryk i farver med brug af en enkelt plade. Her er hovedprincippet at man skærer i samme plade - og trykker trinvist - over flere omgange. Proceduren kan gentages så mange gange som man ønsker farver i trykket, og som pladen kan holde til det.
1. Den urørte linoleumsplade trykkes på papiret i én farvetone. Den første farve trykkes på hele oplag.
2. Motivet skæres ud på pladen og trykkes i en anden farve på det første ark med farvetonen fra det første tryk.
3. Yderligere partier skæres væk og den tilbageværende tegning trykkes i en anden, evt. mørkere farve op på motivet.

Puslespilsmetoden
En anden måde består i at skære trykpladen op i mindre stykker, som et puslespil. Denne teknik egner sig for eksempel til store formater. Hver bid kan indfarves med hver sin farve. Edvard Munch brugte blandt andet denne teknik i sit arbejde med træsnit.
Offset og overtryk
En tredje metode består i at skære dele af motivet ud i hver sin plade, så der findes en plade for hver farve i det færdige tryk.
For at kontrollere resultatet fra plade til plade og tryk til tryk, kan man trykke med første plade, overføre det endnu våde tryk til næste plade, og skære ud som ønsket herefter. Herefter kan trykkes igen, overføres til ny plade, og så fremdeles.
En plade, flere farver
I en sidste metode indfarves den samme plade med flere farver samtidig. Her fås et tryk med «alle farver» på én gang. Men metoden kræver disciplin og nøjagtighed for at opnå ensartethed, hvis der trykkes i et oplag, dvs. med flere eksemplarer af samme motiv.

## Redskaber
Man kan bruge forskellige redskaber til udskæring i linoleum. De gængse er paletkniv og spartel til at blande farver med, japansk kniv, u- og v-jern til udskæring i pladen, hobbykniv til finskæring, valse, ske og trykpude til manuelt tryk, eller alternativt en trykpresse. Nogle mener stregen bliver bedst med brug af en skalpel eller en lille tapetkniv. Begge disse har blade som kan udskiftes når de bliver slidte, hvilket forholdsvis hurtigt sker i arbejdet med linoleum. Pladens bløde overflade tillader brug af spinklere værktøj end til træsnit og xylografi.
Nogle bruger yderligere en varmeplade til opvarmning af linoleumspladen, for at gøre den blød at arbejde i.

## Varianter af teknikken
Linoleumstryk er i familie med øvrige højtryk teknikker som træsnit og xylografi (hvor trykpladen er i træ) samt zinkografi (hvor der ætses i en zinkplade).

## Linoleumstryk i kunsten
Henri Matisse og Pablo Picasso begyndte at arbejde med linoleumstryk i begyndelsen af det 20. århundrede, og var medvirkede til dets udbredelse.
Blandt andre kunstnere, som har brugt teknikken kan nævnes; Irving Amen, Valenti Angelo, Walter Inglis Anderson, Sybil Andrews, Hans Anton Aschenborn, Georg Baselitz, M.C. Escher, Torsten Billman, Horace Brodzky, Michal Cihlář, Angel Botello, Angela Cavalieri, Carlos Cortez, Stanley Donwood, Janet Doub Erickson, M. C. Escher, Bill Fick, Jacques Hnizdovsky, Helmi Juvonen, William Kermode, Larry Joe Miller, Cyril Edward Power, Artemio Rodriguez, Everett Ruess, Karl Schmidt-Rottluff, John Shaw, Irena Sibley, James Blanding Sloan, Ken Sprague, Hannah Tompkins, Mark Mulfinger, Herbert Eugen Wiegand og Tom Hazelmyer.
I dansk sammenhæng er især Dea Trier Mørch og Palle Nielsen kendte for deres arbejde med linoleumstryk. Men en lang række kunstnere har brugt teknikken i større eller mindre grad; Henry Heerup, Svend Wiig Hansen, Asger Jorn, Hans Krull, Knud Odde, Åse Eg Jørgensen, Richard Winther, Per Kirkeby, Johannes Larsen, Arne Haugen Sørensen, Jesper Fabricius, Eva La Cour, Hanne Ravn Hermansen, Gitte Bach, Malene Hartmann, Henriette Heise, Eva La Cour, Mads Thomsen, Anders Scrmn Meisner, Bendt Ulrich Sørensen, Zven Balslev og Dorthe Naomi.

## Oprindelse
Linoleumstrykket blev udviklet i 1890 i Tyskland og havde kunstnergruppen Die Brücke blandt sine første udøvere i perioden mellem 1905 og 1913.

## Eksterne links
Projektbeskrivelser for kunstneriske projekter med linoleumstryk
- Billedkunstner og illustrator Dorte Naomi

- Billedkunstnerne Gitte Bach, Malene Hartmann og Hanne Ravn Hermansen

- Billedkunstner Eva La Cour

- Billedkunstner Anders Scrmn Meisner

- Billedkunstner Mads Thomsen

- Billedkunstner Bendt Ulrich Sørensen

- Billedkunstner Pernille Kløvedal Helweg

- Billedkunstner Zven Balslev

## Video om teknikken
- Introduktion til teknikken - video fra Museum Jorn

- Instruktionsvideo

- Projektfilm / billedkunstner Pernille Helweg